# 竹末
竹末（たけすえ）は福岡県北九州市八幡西区の地名。竹末一丁目から二丁目の町がある。住居表示実施済み。郵便番号は806-0045。

## 地理
八幡西区の中央部に位置し、北に鷹の巣、東に相生町、南東に引野、南に養福寺町、南西に若葉、西に森下町と接する。

### 河川
- 二級河川 割子川

## 地域の特徴
町域の南端から西縁に沿って割子川が流れ、東縁を県道11号有毛引野線が通っている。ほぼ平坦な住宅街で、県道沿いには自動車販売店などもある。一丁目には北九州市立竹末小学校，竹末公民館，龍王神社がある。

## 歴史
かつては水田の広がる純農村地帯であったが、昭和40年代前半の土地区画整理事業で市街地として整備された。

### 地名の由来
大字引野の字、竹末が由来。中世には武末と書いた。また与地という字名が年長者いこいの家の名前として残っている。

### 沿革
- 1966年（昭和41年）5月1日 - 通称町名として竹末一丁目 - 二丁目を設置[5]。
- 1973年（昭和48年）6月1日 - 竹末一丁目 - 二丁目新設[6]。
- 1974年（昭和49年）4月1日 - 八幡区が八幡西区と八幡東区に分かれ、八幡区竹末一丁目 - 二丁目は八幡西区竹末一丁目 - 二丁目となる[7]。

### 町名の変遷
| 実施内容          | 実施年月日               | 実施後     | 実施前                     |
| ----------------- | ------------------------ | ---------- | -------------------------- |
| 町名新設 住居表示 | 1973年（昭和48年）6月1日 | 竹末一丁目 | 大字穴生，大字引野の各一部 |
| 町名新設 住居表示 | 1973年（昭和48年）6月1日 | 竹末二丁目 | 大字引野の一部             |

## 世帯数と人口
2025年（令和7年）3月31日現在（北九州市発表）の世帯数と人口は以下の通りである。
| 町         | 世帯数  | 人口    |
| ---------- | ------- | ------- |
| 竹末一丁目 | 548世帯 | 1,076人 |
| 竹末二丁目 | 203世帯 | 368人   |
| 計         | 751世帯 | 1,444人 |

### 人口の変遷
国勢調査による人口の推移。
| 1995年（平成7年）  | 1,497人 | [ 9 ]  |  |
| 2000年（平成12年） | 1,413人 | [ 10 ] |  |
| 2005年（平成17年） | 1,397人 | [ 11 ] |  |
| 2010年（平成22年） | 1,371人 | [ 12 ] |  |
| 2015年（平成27年） | 1,342人 | [ 13 ] |  |
| 2020年（令和2年）  | 1,391人 | [ 14 ] |  |

### 世帯数の変遷
国勢調査による世帯数の推移。
| 1995年（平成7年）  | 569世帯 | [ 9 ]  |  |
| 2000年（平成12年） | 582世帯 | [ 10 ] |  |
| 2005年（平成17年） | 577世帯 | [ 11 ] |  |
| 2010年（平成22年） | 621世帯 | [ 12 ] |  |
| 2015年（平成27年） | 630世帯 | [ 13 ] |  |
| 2020年（令和2年）  | 654世帯 | [ 14 ] |  |

## 学区
市立小・中学校に通う場合、学区は以下の通りとなる。
| 丁目       | 街区 | 小学校               | 中学校               |
| ---------- | ---- | -------------------- | -------------------- |
| 竹末一丁目 | 全域 | 北九州市立竹末小学校 | 北九州市立穴生中学校 |
| 竹末二丁目 | 全域 | 北九州市立竹末小学校 | 北九州市立引野中学校 |

## 交通

### バス
域内のバス停と系統は以下のとおりである。
| 運行事業者 | 運行事業者 | 西鉄バス北九州 | 西鉄バス北九州 | 西鉄バス北九州 |
| 系統       | 系統       | 57             | 80             | 82             |
| 停留所     | 竹末       | ○              |                |                |
| 停留所     | 若葉一丁目 | ○              |                |                |
| 停留所     | 若葉町入口 |                | ○              | ○              |

### 道路
- 県道11号有毛引野線

## 施設

### 役所・公的機関
- 北九州市上下水道局西部工事事務所

### 公共施設
- 竹末公民館
- 与地年長者いこいの家

### 教育施設
- 北九州市立竹末小学校

### 寺社
- 龍王神社

### 公園
- 竹末公園
- 割子川せせらぎ公園